# Reitbichlhütte
Die Reitbichlhütte ist eine Selbstversorgerhütte der Sektion Oberland des Deutschen Alpenvereins nördlich von Stans im Karwendel, welche ausschließlich für Mitglieder der Sektion München und der Sektion Oberland zugänglich ist.

## Lage
Die Reitbichlhütte liegt an einem Südhang des Inntals oberhalb von Stans. In einem lichten Buchenwald gelegen ist die familiengeeignete Hütte als Stützpunkt für alle unterschiedlichen Touren sehr geeignet. Nicht weit entfernt von der Hütte befindet sich das romantisch wild gelegene Felsenkloster St. Georgenberg. Das Benediktinerkloster wurde im 10. Jahrhundert gegründet und entwickelte sich zu einem der bedeutendsten Wallfahrtsorte Tirols. Ein spannendes Naturerlebnis ist der leichte Aufstiegsweg zur Hütte durch die Wolfsklamm mit ihren zahlreichen Holztreppen (angeblich 324) und Brücken.

## Zustieg
Von Fiecht, einem Ortsteil von Schwaz, aus auf einfachen Wegen auf die beiden Selbstversorgerhütten Reitbichlhütte und Aste Reitbichl, Gehzeit 1,25 Std.

## Nachbarhütten
- Lamsenjochhütte (1953 m), mittelschwere Wanderung. Gehzeit 4 Std.

## Gipfelbesteigungen
- Hahnkampl (2085 m), Gehzeit 3 Std.
- Stanser Joch (2102 m), Gehzeit 3 Std.
- Brentenkopf (2024 m), Gehzeit 3,5 Std.
- Ochsenkopf (2148 m), Gehzeit 3,5 Std.
- Gamskarspitze (2088 m), Gehzeit 4 Std.
- Rappenspitze (2223 m), Gehzeit 4,5 Std.
- Lamsenspitze (2508 m), Gehzeit 5–6 Std.
- Hochnisslspitze (2547 m), Klettersteig, 6 Std.[3]

## Karten
- Alpenvereinskarte Blatt 5/3 Karwendelgebirge – Ost (1:25.000)[4]